# Younger Than Yesterday
Younger Than Yesterday är rockgruppen The Byrds fjärde studioalbum, utgivet i februari 1967. 
Albumet innehöll hiten "So You Want to Be a Rock and Roll Star", en låt som attackerade kändisskap och visade baksidorna med det. Den största överraskningen med albumet var att Chris Hillman skulle dominera låtskrivandet på det vis som han gjorde, han bidrar med fyra egna låtar och har dessutom skrivit en tillsammans med Roger McGuinn (även känd som Jim McGuinn). McGuinn och David Crosby bidrar med några av sina bästa låtar i karriären.
Albumet blev som bäst 24:a på albumlistan i USA och 37:a i Storbritannien.

## Låtlista
Sida 1
1. "So You Want to Be a Rock and Roll Star" (Jim McGuinn/Chris Hillman) – 2:05
2. "Have You Seen Her Face" (Chris Hillman) – 2:40
3. "C.T.A. - 102" (Jim McGuinn/Robert J. Hippard) – 2:28
4. "Renaissance Fair" (David Crosby/Jim McGuinn) – 1:51
5. "Time Between" (Chris Hillman) – 1:53
6. "Everybody's Been Burned" (David Crosby) – 3:05

Sida 2
1. "Thoughts and Words" (Chris Hillman) – 2:56
2. "Mind Gardens" (David Crosby) – 3:46
3. "My Back Pages" (Bob Dylan) – 3:08
4. "The Girl With No Name" (Chris Hillman) – 1:50
5. "Why" (Jim McGuinn/David Crosby) – 2:45

## Medverkande
The Byrds
- Jim McGuinn – gitarr, 12-strängad gitarr, banjo, sång
- David Crosby – rytmgitarr, sång
- Chris Hillman – basgitarr, sång (akustisk gitarr på "It Happens Each Day")
- Michael Clarke – trummor

Bidragande musiker
- Hugh Masekela – trumpet (på "So You Want to Be a Rock 'n' Roll Star" och "Lady Friend")
- Cecil Barnard (Hotep Idris Galeta) – piano (på "Have You Seen Her Face")
- Jay Migliori – saxofon ("Renaissance Fair")
- Vern Gosdin – akustisk gitarr (på "Time Between")
- Clarence White – gitarr (på "Time Between" och "The Girl with No Name")
- Daniel Ray (Big Black) – percussion
- Okänd – orgel (på "My Back Pages")

Produktion
- Gary Usher – musikproducent
- Vic Anesini – ljudmix, mastering
- Frank Bez, Bob Irwin – foto